# Гентский трамвай
Ге́нтский трамва́й — вид общественного транспорта в Генте, Бельгия. По состоянию на 2007 год общая протяжённость трамвайной сети составляет 35 км, имеется четыре маршрута. В будущем планируется расширение системы.
Гентский трамвай эксплуатируется организацией De Lijn.

## История
Конка появилась в Генте в 1875 году. Подвижной состав конного трамвая состоял из 43 вагонов, 29 из них были закрытыми, остальные — открытыми. Количество лошадей достигало ста. Эксплуататором сети конки была компания Les Tramways de ville de Gand, которая просуществовала до 1897 года.
13 августа 1897 года концессия на эксплуатацию сети была передана двум компаниям: Société Anonyme des Railways Economiques de Liège-Seraing et Extensions, сокращённо — RELSE и Compagnie Générale des Railways à voie étroite.
4 января 1898 года две компании образовали совместную дочернюю компанию SA des Tramways Electriques de Gand, целью которой была замена конной тяги на электрическую, и дальнейшая эксплуатация сети электрического трамвая. Было решено использовать аккумуляторные трамваи, так как они не требовали неэстетической контактной сети.
Мощность аккумуляторных трамваев составляла 25 лошадиных сил. Каждый трамвай брал на борт 25 пассажиров. Максимальная скорость составляла 12 км/ч, это ограничение было не техническим, а законодательным: условия концессии запрещали трамваям двигаться с большей скоростью.
Для зарядки аккумуляторов трамваев была построена специальная электростанция мощностью 600 кВт.
Однако аккумуляторная тяга не была слишком успешной, поэтому в 1903 году всё-таки было принято решение о строительстве контактной сети. В 1904 году в Генте начал действовать электрический трамвай, получавший энергию через контактную сеть. Именно это дата традиционно считается временем рождения гентского трамвая (например, 100-летие трамвая праздновалось в 2004 году).
В ходе электрификации ширина колеи трамвая была уменьшена в 1435 мм до 1000 мм.
С 1904 гентский трамвай эксплуатировала компания Tramway Electriques de Gand (TEG).
Начиная с 1956 года сеть трамвая в Генте начала уменьшаться, хотя драматическое сокращение сети началось в 1962 году и продолжалось до 1969 года, когда была закрыта линия 3. Планировалось, что вдоль этой линии пройдёт первая трасса подземного метротрамвая, однако до осуществления этих планов дело не дошло. В 1989 году по трассе бывшей трамвайной линии № 3 был пущен троллейбус (см. гентский троллейбус), унаследовавший от трамвая маршрутный номер. В будущем планируется опять превратить третий маршрут в трамвайный.
До начала семидесятых годов в Генте использовались архаичные двух- и трёхосные трамваи начала XX века. За свою долгую жизнь все они подвергались многочисленным переделкам. Некоторые из трамваев, продолжавших работать в Генте в конце шестидесятых, были построены ещё как аккумуляторные трамваи, то есть они проработали на улицах города более семидесяти лет, появившись ещё в 1898 году. Неудивительно, что жители Гента шутливо называли свои трамваи «средневековыми».
После Второй мировой войны эволюция шла в направлении полной ликвидации трамвая в Генте, поэтому подвижной состав не обновлялся. Однако в 1969 году было принято принципиальное решение о сохранении трамвая. При этом трамвай было решено сохранить с целью постепенного преобразования его в метро. Планировалось строительство тоннелей, в которых сначала должны были использоваться трамваи, а впоследствии — полноценные поезда метро. Такая поэтапная программа метростроительства также вводилась в Брюсселе (где в итоге на базе трамвая был создан полноценный метрополитен, хотя трамвай также сохранился и по сей день остаётся важным видом городского транспорта) и в Антверпене (где программа остановилась на стадии подземного трамвая). Однако для планировавшегося «метротрамвая» требовался современный подвижной состав. Поэтому в 1971—1974 годах «средневековый» подвижной состав был полностью заменён трамваями PCC бельгийского производства. Всего поступило 54 таких вагонов, получивших бортовые номера 6201—6254.
Вскоре от идеи строительства полноценного метро в двухсоттысячном городе отказались, даже до строительства подземного трамвая дело не дошло. Город решил развивать классический уличный трамвай.
В 1961 году трамвайное хозяйство перешло от компании Tramway Electriques de Gand к муниципальной организации MIVG (Maatschappij voor Intercommunaal vervoer te Gent). В 1991 году гентское трамвайное хозяйство вошло в состав De Lijn.
В 1990-х годах трамвайная система вновь начала расти. В 1993 году линия 21 была продлена к Melle Leeuw, а в 1999 году линии 21/22 были продены от вокзала Sint-Pieters в район Zwijnaardebrug. Последнее расширение сети произошло в 15 апреля 2005 года, когда линия 1 была продлена до выставочного комплекса Flanders Expo.
В период до 2025 года планируется значительное расширение сети трамвая в Генте. Общая протяжённость сети должна увеличиться с нынешних 35 до 80 км. Количество линий вырастет вдвое (от трёх до шести).
Начиная с 1998 года, проводилась модернизация гентских PCC, в ходе которой полностью обновлялся интерьер трамваев, оборудовалась отдельная кабина водителя, оборудованная кондиционером.
С 2001 года в Гент начал поставляться подвижной состав нового поколения — низкопольные трамваи HermeLijn. До этого такие трамваи поставлялись в Антверпен. В отличие от Антверпена, гентские PCC — двухсторонние. Трамваи HermeLijn первой серии имеют номера 6301 — 6314. В 2005 году в Гент поступило ещё 17 трамваев HermeLijn (№ 6315 — 6331).

## Описание системы
Общая протяжённость сети гентского трамвая — примерно 35 километров. Ширина колеи — 1000 мм. Напряжение контактной сети — 600 вольт. Линии трамвая проходят как по обособленным трассам, так и по совмещённым полосам. На улице Groot-Britanniëlaan обособленная полоса трамвая также используется автобусами.
Система имеет два глухих пересечения — между трассами маршрутов № 1 и № 21/22. Они расположены на перекрёстках улицы Zonnestraat с улицей Veldstraat и улицей Korte Meer. Пересечений именно два потому, что в данном районе трасса маршрута № 1 проходит по двум улицам, по каждой из которых проложена одна колея. По улице Korte Meer трамвай идёт в центр города к остановке Koremarkt, а возвращается он по торговой трамвайно-пешеходной улице Veldstraat.
Система имеет один короткий (около 150 м) тоннельный участок. Тоннель проходит под железнодорожной насыпью вокзала Sint-Pieters. В тоннеле расположена остановка Sint-Pieters station. Иногда этот тоннель в шутку называют «гентским метрополитеном». Тоннель открылся 28 июня 1996 года.
Система не имеет разворотных колец или треугольников, поэтому весь подвижной состав двусторонний (имеет две кабины и двери с обеих сторон).
На тех улицах, где трамвайные пути расположены не близко к тротуару, а посередине, все остановки расположены на островках безопасности, к которым ведут пешеходные переходы. Таким образом, уменьшается опасность, которой пассажиры подвергаются со стороны автомобильного транспорта.

### Депо
Единственное депо (депо Гентбрюгге, по названию района) находится на улице Brusselsesteenweg (адрес — Brusselsesteenweg 361 9050 Gentbrugge), рядом с перекрёстком с улицей Steenvoordelaan. Это депо является не только трамвайным, но одновременно также автобусным и троллейбусным. По состоянию на начало 2007 года ведётся строительство нового депо в районе Виссенхаге (Wissenhage), которое должно заменить нынешнее депо в 2008 или 2009 году. В новом депо будет достаточно места для восьмидесяти низкопольных трамваев HermeLijn и 175 автобусов. Здесь также разместятся мастерские по ремонту трамваев и автобусов.
Необходимость строительства нового депо вызвана тем, что после поступления нового подвижного состава для расширяющейся сети общественного транспорта старое депо стало слишком мало. В качестве временной меры под путепроводом съезда с автомагистрали E17, неподалёку от нынешнего депо, устроен временный отстойник для трамваев, троллейбусов и автобусов (неформально называемый «депо Гентбрюгге-2»). В будущем же планируется дальнейшее расширения как трамвайной, так и автобусной сети города (и, следовательно, будет проводиться закупка нового подвижного состава), следовательно, проблему недостатка места для подвижного состава может решить только строительство нового депо.
Новое депо заменит депо Гентбрюгге и разгрузит автобусное депо Дестелбегрен. В этом депо, рассчитанном на 60 автобусов, уже сейчас приходится размещать 80 — 90 автобусов.
Источники к разделу:
- Фламандское правительство инвестирует в общественный транспорт (с официального сайта Фламнадского правительства). По состоянию на 1 апреля ссылка не работает, Гугл-кэш
- Крупные инвестиции в общественный транспорт Гента (с официального сайта Фламнадского правительства).
- Депо в Восточной Фландрии
- В депо слишком много автобусов (из газеты Het Nieuwsblad)

## Маршруты
В Генте маршруты трамвая официально называются «линиями» (lijnen), но по-русски их правильнее называть именно маршрутами, так как трассы маршрутов во многих местах совпадают (в отличие от линий метро, например).
Всего имеется четыре маршрута: № 1, 4, 21, 22 и 24. Так как трасса маршрутов 21 и 22 совпадает почти на всём протяжении, их часто рассматривают как один маршрут. Каждый маршрут имеет свой цвет, этот цвет имеет маршрутоуказатель на трамвае, им также обозначают маршрут на схемах и картах.
Маршруты:
| 1  | Flanders Expo — Sint-Pietersstation (главный вокзал города) — Korenmarkt (исторический центр города) — Gravensteen (Замок графов Фландрии) — Rabot — Wondelgem — Evergem |
| 21 | отменено |
| 22 | Kouter — Rozemarijnbrug — Sint-Pietersstation — Kouter — Korenmarkt — Zuid — Gentbrugge DC                                                                               |
| 24 | Rabot — Korenmarkt — Gravensteen — Zuid — Melle Leeuw |
| 4  | Zwijnaardebrug — Sint-Pietersstation — Rozemarijnbrug — Rabot — Muide — Gravensteen — Korenmarkt — Zuid — Moscou                                                         |

Кроме полноценных, имеются также укороченные маршруты. До 2004 года включительно они имели собственные номера. Например, укороченные маршруты, проходящие по части трассы первого маршрута обозначались как 11, 12 и т. д. (сам первый маршрут тогда был известен как № 10), укороченные маршруты по трассе четвёртого маршрута — 41, 42 (четвёртый маршрут тогда носил номер 40). Сейчас отдельные номера для укороченных маршрутов отменены, на маршрутоуказателях трамваев, следующих по этим маршрутам, указывается конечная остановка.
Дополнительные укороченные маршруты часто организуются в связи с массовыми мероприятиями, например, когда в центре города проходит фестиваль Gentse Feesten. Организация таких маршрутов не составляет труда, так как весь подвижной состав двусторонний, следовательно, для его оборота не требуются разворотные кольца или треугольники — достаточно стрелки между двумя путями.

## Организация работы

### Время работы, расписания
Работа трамваев на всех маршрутах начинается примерно в полшестого утра и продолжается до полдвенадцатого ночи, как в будние, так и в выходные дни. Интервал движения на всех маршрутах не превышает пятнадцати минут, в часы-«пик» он может уменьшаться до пяти минут. Расписания имеются на каждой остановке.

### Тарифы, система оплаты
Трамвай эксплуатируется организацией De Lijn (которая обеспечивает работу общественного транспорта во всей Фландрии), поэтому тарифы и система оплаты на гентском трамвае такие же, как и на всём общественном транспорте Фландрии. Билет на поездку в пределах одной зоны (в которую входит практически весь город) в течение одного часа стоит €1,50 при покупке у водителя или €1,20 в случае предварительной покупки. Билеты продаются в автоматах, установленных на многих остановках, в специальных киосках Lijnwinkel (в которых также продаются проездные билеты) и во многих газетных киосках. Если на остановке есть автомат по продаже билетов, то покупка билета у водителя на этой остановке запрещена. Кондукторов в трамваях нет. Иногда билеты проверяются контролёрами, в случае безбилетного проезда штраф может достигать шестисот евро.
Войдя в трамвай, пассажир обязан отметить билет в валидаторе. Турникеты отсутствуют (как и на всём остальном общественном транспорте Фландрии). На трамваях PCC передняя дверь работает только на вход, на трамваях HermeLijn вход и выход осуществляется свободно через все двери.

### Остановки
Все остановки являются остановками по требованию. Пассажир трамвая, желающий сойти на следующей остановке, нажимает на специальную кнопку в салоне трамвая. При этом звучит короткий звуковой сигнал, в салоне загорается специальная красная лампа, а на пульте у водителя — сигнальная лампочка.
Пассажир, ждущий на остановке, при виде трамвая поднимает руку (жест напоминает тот, которым в России останавливают такси).

## Подвижной состав

### Исторический
До начала семидесятых годов использовались архаичные двух- и трёхосные трамваи начала XX века.

#### Трамваи Duwag из Бохума
К началу девяностых годов в Генте в связи с расширением сети начал ощущаться недостаток трамваев. Для решения этой проблемы было решено приобрести бывшие в употреблении трамваи. В 1993 году в Гент из Сен-Этьена (Франция) прибыл трамвай PCC (то есть того же типа, что и гентские трамваи, но несколько иной модификации), бортовой номер STAS 507. Однако использование данного вагона в Генте не увенчалось успехом и ограничилось несколькими короткими перемещениями на территории депо, после чего вагон был отправлен на слом.
В 1994 было решено закупить бывшие в употреблении сочленённые трамваи Duwag из Бохума (Германия). Первый такой трамвай прибыл в Гент 11 мая 1994 года. Здесь он получил бортовой номер 55. Первого сентября того же года началась эксплуатация этого трамвая, а 19 сентября он был перенумерован в № 60.
Всего в Гент из Бохума прибыло 9 трамваев, получивших номера 6260 — 6265 и 6267 — 6269 (бохумские номера 29, 20, 19, 22, 23, 27, 11, 14, 16). Однако эксплуатация этих трамваев в Генте была весьма неуспешной из-за частых поломок и недовольства водителей, большую часть времени эти трамваи проводили в депо. Эксплуатация бохумских трамваев прекратилась 25 апреля 1998 года, а 21 октября дирекция De Lijn приняла окончательное решение о выводе этих трамваев из эксплуатации и их продаже на металлолом.

### Современный
По состоянию на начало 2007 года в Генте эксплуатируется 79 трамваев: 31 трамвай HermeLijn и 48 трамваев PCC (22 модернизированных и 26 немодернизированных). Немодернизированные PCC постепенно выводятся из эксплуатации и списываются.

#### PCC
Всего в 1971—1974 годах в Гент было поставлено 54 трамвая PCC (№ 6201 — 6254). На немодернизированных PCC наносятся только две последних цифры бортового номера (например, не 6201, а 01).
Трамвай № 6201. Этот вагон был недавно отремонтирован, но в ходе ремонта он был не модернизирован, а наоборот, приведён в состояние 1971 года. Даже окрашен он теперь не по фирменной схеме окраски De Lijn, а в голубой цвет, в который трамваи в Генте красились в 1971—1991 годах. После вывода из эксплуатации после 2010 года этот трамвай будет передан в музей.
Трамваи № 6202 — 6223 были модернизированы в период с 1998 по 2003 год. В ходе модернизации на трамваях был полностью обновлён интерьер, были заменены двери. Место водителя было отгорожено от пассажирского салона стенкой, таким образом, на трамваях появилась отдельная кабина водителя. Эта кабина оборудована кондиционером. Предполагается, что эти трамваи проработают ещё 11 — 14 лет и будут списаны между 2018 и 2021 годами.
Трамваи № 6224 — 6254. Было решено не проводить модернизацию этих трамваев. В 2006 году началось списание этих трамваев, по состоянию на конец 2007 года было списано семнадцать трамваев. К 2010 году эксплуатация немодернизированных PCC должна завершиться.

#### HermeLijn
Эти низкопольные трамваи (совместное производство Siemens AG и Bombardier) поставлялись в Гент с 1999 по 2005 год. Гентский парк трамваев HermeLijn состоит из двух серий: № 6301 — 6314 и № 6315 — 6331. Трамваи HermeLijn фактически являются модификацией трамваев NGT6DD и NGT8DD, строившихся для трамвайной сети Дрездена в 1995—2000 годах.
Трамваи № 6301 — 6314. Эти трамваи стали первыми низкопольными трамваями Гента. Они поставлялись в город в 1999—2000 годах.
Трамваи № 6315 — 6331. Эти трамваи образуют вторую серию гентских HermeLijn. Первый трамвай второй серии (№ 6315) прибыл в Гент 10 февраля 2005 года, последний — первого декабря того же года. С точки зрения пассажиров, от HermeLijn первой серии эти трамваи, прежде всего, отличаются наличием автоматической системы объявления остановок (как в метро). Имеются также незначительные конструкционные отличия.
Трамваи № 6332-6336. Эти трамваи поступили в город в 2007 году. Их особенность в том, что они предназначены для попеременного использования в Генте и на побережье. В летний период, когда пассажиропоток в городе падает, а на побережье наоборот растёт, эти трамваи будут использоваться на линии Берегового трамвая, в остальное время — в Генте.

## Спецтехника
Специальных трамваев в Генте нет. По крайней мере, в книге Trammaterieel in Nederland en België (1996 год) о них не упоминается, в трамвайных ежегодниках за последующие годы о поступлении такой техники также не говорится. Для ремонта и технического обслуживания контактной сети используются вышки на автомобильной базе.